# 南北湖风景名胜区
南北湖风景名胜区是中华人民共和国浙江省一個融山、海、湖为一体的风景区，位于海盐县，是第一批浙江省省级风景名胜区、浙江十大“最佳休闲度假胜地”之一、国家AAAA级旅游区。